# Диета
Дие́та (греч. δίαιτα — образ жизни, режим питания) или рацион (от лат. ratio, rationis — расчёт, мера) — совокупность правил употребления пищи человеком или другим животным. Диета может характеризоваться такими факторами, как химический состав, физические свойства, кулинарная обработка еды, а также время и интервалы приёма пищи. Диеты различных культур могут иметь существенные различия и включать или исключать конкретные продукты питания. В популярной культуре, в частности, в популярных книгах, диетой чаще всего называют методы снижения избыточной массы тела. Как правило, такие «диеты» не имеют научного обоснования и придуманы людьми, далёкими от диетологии. 
Предпочтения в питании и выбор диеты влияют на здоровье человека, а также могут поддерживать организм в оптимальном состоянии. В развитых странах достаток позволяет неограниченное потребление калорий и, вероятно, правильный выбор продуктов питания. Медицинские организации рекомендуют людям поддерживать нормальный вес, ограничивая потребление высококалорийных продуктов и сладких напитков, употребляя растительную пищу, ограничивая потребление красного и переработанного мяса, а также ограничивая потребление алкоголя.

## Рациональная диета
Режим питания здорового человека, соответствующий профессии, полу, возрасту и др. (рациональная диета), составляет предмет изучения гигиены питания. Примечательно, что рациональная, научно обоснованная диета будет разной для людей разного происхождения. К примеру, молоко подходит многим людям европеоидной расы, но не усваивается организмом некоторых уроженцев Азии (большинство китайцев и некоторые другие народы). Как правило, рациональная диета содержит все незаменимые пищевые вещества — это такие элементы, которые пища должна включать для того, чтобы обеспечить нормальное функционирование организма человека. Последний совершенно не синтезирует незаменимый элемент или синтезирует его в количествах, недостаточных для поддержания здоровья организма (например, ниацин, холин), а потому должен получать с пищей.

## Лечебные диеты
Разработкой и рекомендациями диеты для больного занимается диетология — наука о лечебном питании. При назначении диеты исходят из функциональных, патоморфологических, обменных, энзимных и др. нарушений в организме человека. Правильно подобранная диета обусловливает наиболее выгодный фон для применения различных терапевтических средств, усиливает действие этих средств или оказывает лечебное воздействие. Профилактическое значение диеты состоит в том, что она задерживает переход острых заболеваний в хронические.

### Диеты М. И. Певзнера
В лечебно-профилактических и санаторно-курортных учреждениях стран бывшего СССР используют традиционную номерную систему диет М. И. Певзнера для питания при определённых заболеваниях. Данный тип разделения диет в лечебных учреждениях был с недавнего времени заменен делением диет на 4 группы, в которые вошли все представленные ниже диеты. Некоторые диеты известны в нескольких вариантах (напр. № 7а, 7б, 7в, 7г).
- Диета № 1, № 1а, № 1б — язвенная болезнь желудка и 12-перстной кишки
- Диета № 2 — хронический гастрит, острые гастриты, энтериты и колиты, хронические энтероколиты
- Диета № 3 — запоры
- Диета № 4, № 4а, № 4б, № 4в — заболевания кишечника с поносами
- Диета № 5, № 5а — заболевания печени и желчных путей
- Диета № 6 — подагра, мочекаменная болезнь с образованием камней из солей мочевой кислоты
- Диета № 7, № 7а, № 7б — острый и хронический нефрит (пиелонефрит, гломерулонефрит)
- Диета № 8 — ожирение
- Диета № 9 — сахарный диабет
- Диета № 10 — заболевания сердечно-сосудистой системы с недостаточностью кровообращения
- Диета № 11 — туберкулез
- Диета № 12 — функциональные заболевания нервной системы
- Диета № 13 — острые инфекционные заболевания
- Диета № 14 — почечнокаменная болезнь с отхождением камней, состоящих преимущественно из оксалатов
- Диета № 15 — различные заболевания, не требующие специальных диет

### Наиболее распространённые специфические виды питания
В некоторых сообществах сложился определённый традиционный характер питания, имеющий те или иные ограничения. В таблице приведены типичные варианты запретов или ограничений на те или иные продукты.
| Тип питания                                         | Плотоядность | Всеядность | Веганство | Вегетарианство | Халяль (ислам) | Кошер (иудаизм) |
| Растительное питание — овощи и фрукты, орехи, злаки |              |            |           |                |                |                 |
| Мясо птицы                                          |              |            |           |                |                |                 |
| Рыба (имеющая чешую)                                |              |            |           |                |                |                 |
| Морепродукты (кроме рыбы)                           |              |            |           |                |                |                 |
| Говядина                                            |              |            |           |                |                |                 |
| Свинина                                             |              |            |           |                |                |                 |
| Молочные продукты                                   |              |            |           |                |                |                 |

## Безуглеводные диеты

### История
Безуглеводные или малоуглеводные диеты известны издавна. В Древней Греции атлеты для поддержания хорошей физической формы перед соревнованиями включали в свой рацион много мяса, но при этом полностью воздерживались от хлеба, фруктов и овощей. Использовался такой рацион и непосредственно для снижения веса. Поскольку отсутствие углеводов в безуглеводных диетах возмещается преимущественно белками, безуглеводные диеты часто называют «белковыми» или «протеиновыми» диетами.
Французский врач Жан-Антельм Брийя-Саварен в начале XIX века использовал подобную диету в лечебных целях у людей с ожирением.
В 1864 году в Англии вышла в свет первая книга, посвящённая эффектам безуглеводной диеты. Гробовых дел мастер Уильям Бантинг описал в ней свои неудачные попытки бороться с избыточным весом (более 92 кг при росте 165 см) и советы врача Уильяма Гарвея, которые помогли ему быстро похудеть. Уильям Гарвей интересовался новой для того времени идеей о том, что в организме человека крахмал (то есть углеводы) превращается в жир. Советы врача заключались в отказе от пива, сладостей, картофеля с заменой их белком — рыбой и мясом. В результате этого практически без ограничений в еде Бантинг сбросил 21 кг. Книга Бантинга была переведена на многие языки, и её последнее, 4-е издание вышло тиражом более 100 тыс. экземпляров, что исключительно много для того времени. Бантинг умер в возрасте 81 года, успешно поддерживая свой вес на протяжении 19 лет. Пропагандируемая им диета оказалась очень популярной, так что в современном английском языке «banting» означает «голодная диета».

### Описание
Все эти диеты объединяет резкое снижение уровня содержания углеводов в рационе до 150 г и менее (вплоть до полного исключения углеводов). В особенности — за счёт практически полного устранения так называемых «быстрых» углеводов (сахар, хлеб и мучные изделия, крупы, картофель, фрукты) и замены их «медленными», малоусвояемыми, преимущественно в форме пищевых волокон. Обоснованием применения безуглеводных диет является то, что основная причина развития ожирения у человека — избыточное потребление калорий, преимущественно из-за углеводов.
Все малоуглеводные диеты подразделяются на некетогенные и кетогенные.
Некетогенные диеты подразумевают умеренное ограничение углеводов до 50-150 г в день по сравнению с рекомендуемым уровнем потребления, составляющим для взрослого человека 350 г. Такие диеты не сопровождаются глубокой биохимической перестройкой организма, и их эффект объясняется уменьшением общей калорийности пищи и особенно снижением вероятности резких колебаний сахара в крови, что в основном и вызывает аппетит.
Кетогенные диеты подразумевают очень резкое ограничение углеводов — 50 г в день и менее. При таком питании основным источником энергии становятся жиры, и в процессе их сжигания образуются кетоны — ацетоацетат (ацетоуксусная кислота), D-β-оксибуритат (бета-оксимасляная кислота) и ацетон. Кетоны начинают играть важную роль в процессах снижения массы тела и энергообеспечения организма.

### Эффективные диеты
Согласно, проведенным в 2018 году исследованиям, учеными было выявлено следующее: обычные низкокалорийные диеты безопасны, здоровы и умеренно эффективны. Доказательств, подтверждающих превосходство диет с низким содержанием жиров над другими диетическими программами, в том числе с высоким содержанием жиров аналогичной интенсивности для достижения долгосрочной потери веса и поддержания веса не обнаружено.
Низкоуглеводные диеты эффективны и полезны в краткосрочной перспективе, но долгосрочное соблюдение режима с пониженным содержанием углеводов является проблемой. Подобные схемы питания, используемые на длительных временных интервалах могут нести некоторые риски для здоровья. Однако многое зависит от содержания в них питательных веществ, а также состояния здоровья человека и профиля факторов риска.
Диеты с высоким содержанием белка лучше других способствуют насыщению и предотвращают потерю мышечной массы, в том числе и возрастную. Но, также могут быть трудными для соблюдения в долгосрочной перспективе и потенциально опасны для подгрупп пациентов с нарушением функции почек или другими проблемами со здоровьем.
Составные диеты являются наиболее эффективной стратегией для достижения существенной и быстрой потери веса, но они показаны для определённых подгрупп пациентов и предназначены для краткосрочного использования. Такие схемы питания является наиболее правильными и позволяют уменьшать количество подкожной жировой клетчатки умеренными темпами, но в стабильном режиме.
Средиземноморская диета так же эффективна в похудании, как и диеты с низким содержанием углеводов. И также, как и они может принести пользу для здоровья в целом благодаря сбалансированному составу и разнообразию полезных для здоровья микроэлементов.
Прерывистые диеты многообещающи, но долгосрочные данные о их безопасности и эффективности отсутствуют, а оптимальная схема и степень ограничения энергии остаются спорными.
Что касается вопроса о том, что важнее — качество или количество нутриентов, используемых в конкретном плане питания, то наиболее эффективной стратегией для достижения долгосрочной потери веса и хорошего здоровья является переход к здоровому режиму питания, совместимый с индивидуальными предпочтениями в еде и привычками образа жизни.

## Диетотерапия
Персонализированная диетотерапия позволяет подобрать лечебное питание с учётом текущего анамнеза пациента, патогенеза заболевания и проходимого им лечения. Лечебная диета может быть как основным, так и, чаще, вспомогательным лечебным методом.
Например, у больных метаболическим синдромом диета с большой долей мононенасыщенных жирных кислот приводит к снижению количества конечных продуктов гликирования и снижает симптомы заболевания

## Диета в культуре
В обществе понятие диеты чаще всего ограничивается «диетой для похудания», множество авторов, как правило не являющихся профессиональными диетологами, распространяют разнообразные диеты и основанные на них практики, направленные на снижение избыточной массы тела и борьбу с ожирением. У ста мировых бестселлеров, посвящённых диетам, 83 автора, из них 80 авторов предлагают читателям диеты для похудания. Только пять авторов из 83 имеют отношение к диетологии. Среди остальных авторов есть антрепренёры, актёры, блогеры и люди других никак не связанных с медициной профессий, вплоть до пожарного и игрока в бильярд. Только около трети авторов имеют медицинское образование и работают или работали в медицине, около половины не только не имеют научной степени, у них даже нет высшего образования. В общей сложности только 20 из 83 авторов числятся в университетах, в том числе вне штата (англ. adjunct, voluntary).
Крайне мало авторов этих книг имеют научные публикации в рецензируемых журналах, причём часто эти публикации были отозваны после независимой научной критики (у одного из авторов отозваны все 28 работ). Один из авторов получал предупреждения от надзорного органа (FDA), ещё один был лишён права заниматься медицинской практикой за распространение «спорных» методов лечения, третий был осуждён и отбывает наказание в тюрьме.
Разные авторы бестселлеров о диетах предлагают читателям противоположные методы для одного и того же — борьбы с избыточной массой тела (ожирением).
Некоторые авторы популяризуют так называемую «функциональную медицину», не имеющую единого определения и являющуюся вариантом альтернативной медицины.
Всё это, как и отзывы специалистов, говорят о ненаучности диет, изложенных в подавляющем большинстве популярных книг.
Среди молодых женщин из высших слоев стран Запада получило распространение ограничение калорийности питания по социальным причинам. Такое поведение может представлять серьёзную опасность для здоровья.